# 미나미코섬

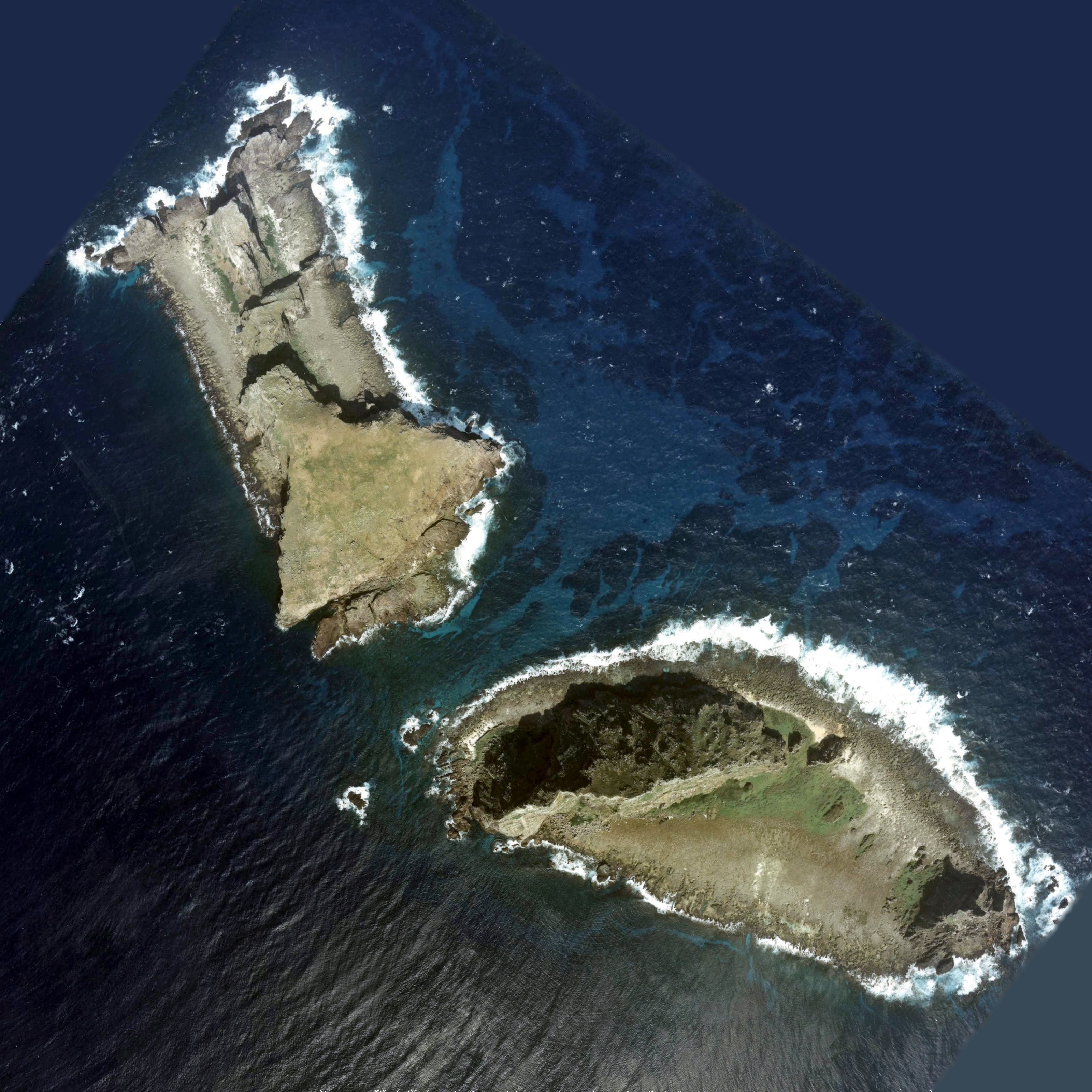
미나미코 섬(중국명 난샤오 섬)

미나미코섬(일본어: 南小島 미나미코지마[*]) 또는 난샤오섬(중국어: 南小島)은 센카쿠 또는 댜오위다오에 있는 무인도이다.